# Oberbarmen-Schwarzbach
Das Wuppertaler Wohnquartier Oberbarmen-Schwarzbach ist das südlichste und bevölkerungsreichste Quartier des Bezirks Oberbarmen und entspricht dem Gebiet, das heute gemeinhin als Wuppertaler Stadtteil Oberbarmen bezeichnet wird und zusammen mit Wichlinghausen und Nächstebreck den gleichnamigen Stadtbezirk bildet. Laut der Stadt Wuppertal gilt es als Viertel mit „schlechtem Ruf“, aber mit „Potenzial“.

## Lage
Oberbarmen-Schwarzbach erstreckt sich rund 1,5 km entlang der Wupper zwischen Schwelme-Mündung und Werther Brücke sowie rund 1,2 km das Tal der rechts in die Wupper mündenden Schwarzbach hinauf. Der weitaus größte Teil des Gebiets liegt nördlich der Wupper, im Süden grenzt es an das Quartier Heckinghausen im gleichnamigen Stadtbezirk. Die Höhe nördlich des Quartiers über dem Wuppertal nimmt das Quartier Wichlinghausen-Süd ein. Wupperabwärts schließt sich im Westen jenseits der Westkotter Straße Barmen-Mitte an, im Norden folgt im oberen Verlauf des Schwarzbachtals das Quartier Nächstebreck-Ost. Im Osten bestehen Grenzen zu drei Quartieren des Bezirks Langerfeld-Beyenburg, es sind dies Hilgershöhe, Jesinghauser Straße und Rauental.

## Geschichte

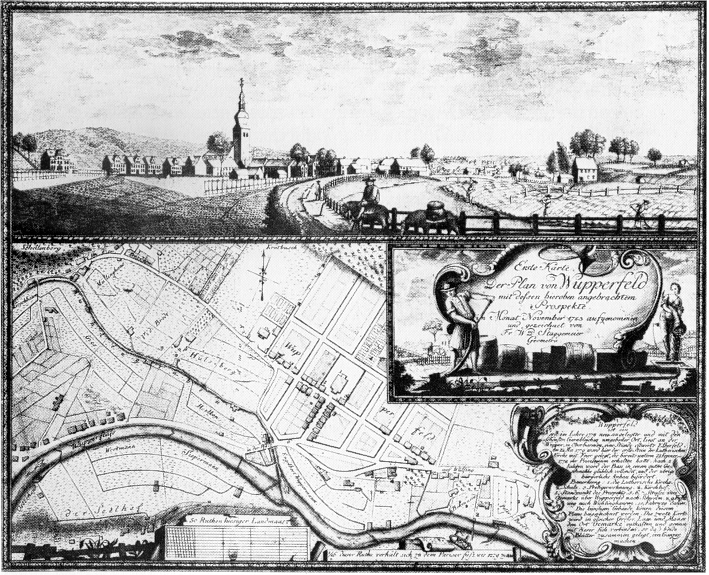
Wupperfeld 1783

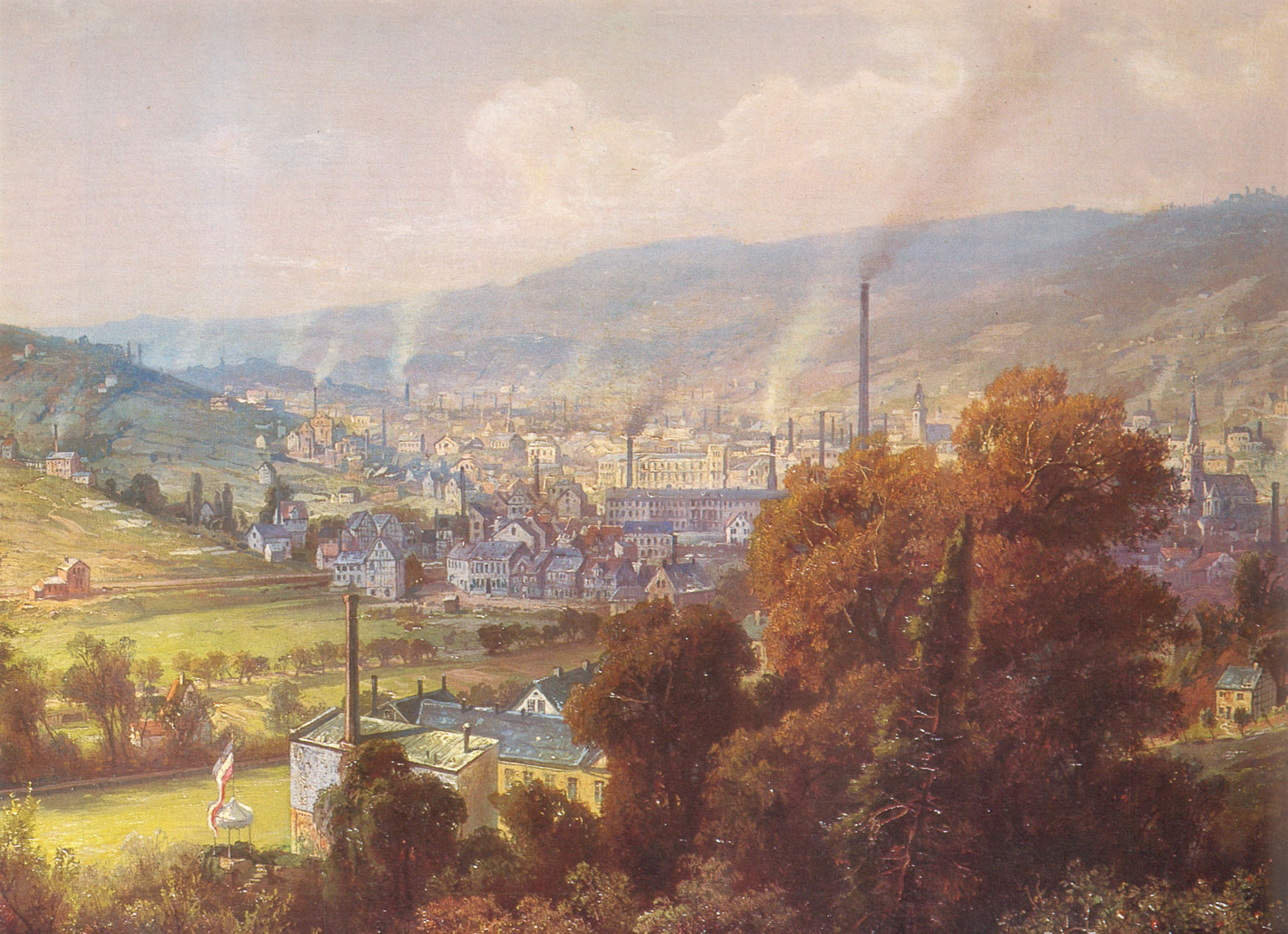
Das hochindustrialisierte Oberbarmen um 1870

Während des Mittelalters wies das Gebiet nur einige Hofgüter auf, zumeist 1466 werden erstmals erwähnt: Wupperhof, Winkelmanns Hof, Krühbusch, Kemna/Oberbarmen, Fettehenne, Wülfing und Rittershof. Durch das Bleichermonopol der Grafen von Berg für die Einwohner des Wuppertals begann schon im 17. Jahrhundert der Aufschwung der Textilindustrie an den Oberbarmer Ufern der Wupper. Zwei ältere Siedlungen entstanden in der Neuzeit auf dem Gebiet des modernen Wohnquartiers: Wupperfeld, hervorgegangen aus dem Wupperhof, bildete sich im 18. Jahrhundert allmählich am rechten Wupperufer und erhielt mit der lutherischen Alten Kirche Wupperfeld 1785 ein geistliches Zentrum. Hier war die Garnspinnerei schon früh ein Haupterwerbszweck. Rittershausen bildete sich um das Hofgut Rittershof an der Mündung der Schwelme in die Wupper, etwa an der Stelle, wo der Lauf der Wupper von Süden kommend sich nach Westen wendet.
Außerdem verliefen wichtige Verkehrswege durch das Gebiet: Von der dem Tal der Wupper folgenden Straße, einer der ersten befestigten Straßen Preußens (heute Berliner Straße als Teil der B 7), zweigte in der Nähe des heutigen Berliner Platzes eine Straße durch das Schwarzbachtal in Richtung Witten ab, die als Kohlenstraße eine wichtige Bedeutung für die Energieversorgung der Textilbetriebe im Tal gewann. Eine noch heute wichtige Straße ist die im Westen des Quartiers von der B 7 nach Wichlinghausen abzweigende Wichlinghauser Straße. Auch chemische Industrie, darunter die Textilfärberei, und die Werkzeugherstellung gehörten zu den aufstrebenden Wirtschaftszweigen ab etwa 1800. Die Siedlungsgebiete wuchsen während des 19. Jahrhunderts vollständig zu einem städtischen Raum zusammen, wobei das Gebiet der Schwarzbach vor allem durch Industrieanlagen dieser Zeit geprägt ist. Zeugnis vom starken Zuzug im 19. Jahrhundert in das Gebiet legen zwei Kirchen des Quartiers ab, die reformierte Immanuelskirche (1869) und die katholische Kirche St. Johann Baptist (1890). 1890 wurde auch die Trasse der Wuppertaler Nordbahn eingeweiht, die heute das Quartier nach Norden begrenzt, sie verläuft hier weitgehend über lange, denkmalgeschützte Viadukte.

## Das Quartier im 21. Jahrhundert

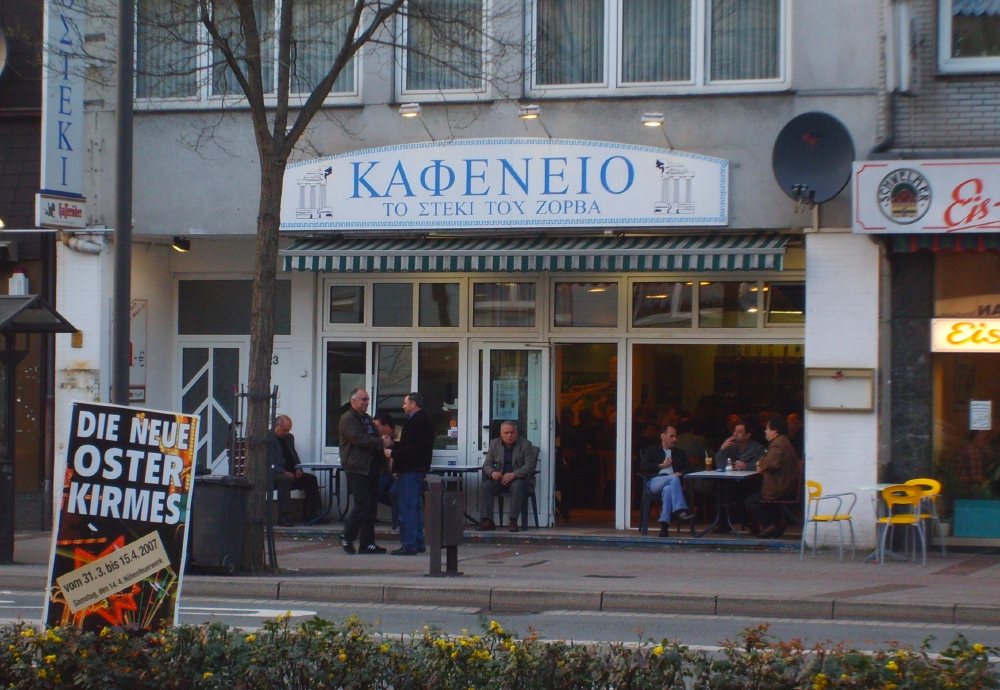
Kafenio an der Berliner Straße

In den Straßen nördlich der Bundesstraße 7, besonders in Wupperfeld, befinden sich die ältesten Bauten des Quartiers, die bis in die Zeit des 18. Jahrhunderts zurückreichen. Das Gebiet der Schwarzbach ist von der typischen Mischbebauung aus Fabrik- und Geschäftsgebäuden und Wohnhäusern für die Angestellten des späten 19. Jahrhunderts geprägt. Die Berliner Straße besteht vorwiegend aus Nachkriegsbauten mit zahlreichen Geschäften im Erdgeschoss. Der Berliner Platz, an dem die beiden Hauptverkehrsachsen des Quartiers aufeinanderstoßen, bildet das Zentrum, hier befinden sich auch die östliche Endstation der Wuppertaler Schwebebahn und der Bahnhof Wuppertal-Oberbarmen. Der Platz gilt aufgrund seiner „großen meist ungenutzten Freifläche in zentraler Lage am Bahnhof“ als „sozialer Brennpunkt“.
Mit rund 39 % Bewohnern mit fremder oder doppelter Staatsangehörigkeit hat das Quartier eine der höchsten Quoten von Einwohnern mit Zuwanderungsgeschichte in Wuppertal. Besonders die griechischstämmige Einwohnerschaft, die westlich der Wichlinghauser Straße besonders stark vertreten ist, ist durch Geschäfte und einige Kafenia im Stadtbild präsent. Entlang des Schwarzbachs leben vor allem türkischstämmige Einwohner. Gleichzeitig ist die Einwohnerschaft des Quartiers im Vergleich mit dem übrigen Wuppertaler Stadtgebiet verhältnismäßig jung.
Das Schulangebot besteht aus dem Schulzentrum-Ost, mit dem Carl-Duisberg-Gymnasium und der Max-Planck-Realschule, einer Hauptschule und einer kath. Grundschule.
Das Produktionsgebäude der ehemaligen Strangfärberei Dungs & Co., das von 1903 bis 1962 in Betrieb war, wurde 1994 zu einer Begegnungsstätte umgebaut, die heute unter dem Namen Die Färberei verschiedene soziale Projekte beheimatet. Weitere Industriebauten vor allem an der Westseite der Schwarzbach, sind von historischer Bedeutung und stehen daher heute unter Denkmalschutz, darunter eine ehemalige Seifenfabrik der Firma Luhns, einige Produktionsstätten des Vorwerk-Konzerns und ein ehemaliges Pferde- und später Straßenbahn-Depot von 1873. Der aufgelassene Rangierbahnhof nahe dem Zentrum des Quartiers soll zu einer Grünanlage in dem ansonsten an Erholungsflächen sehr armen Gebiet ausgebaut werden.

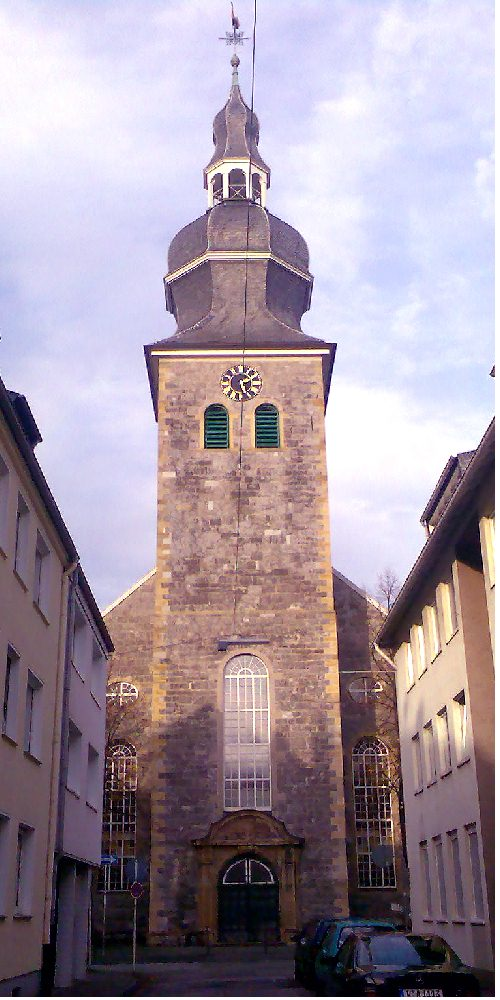
Alte Kirche Wupperfeld
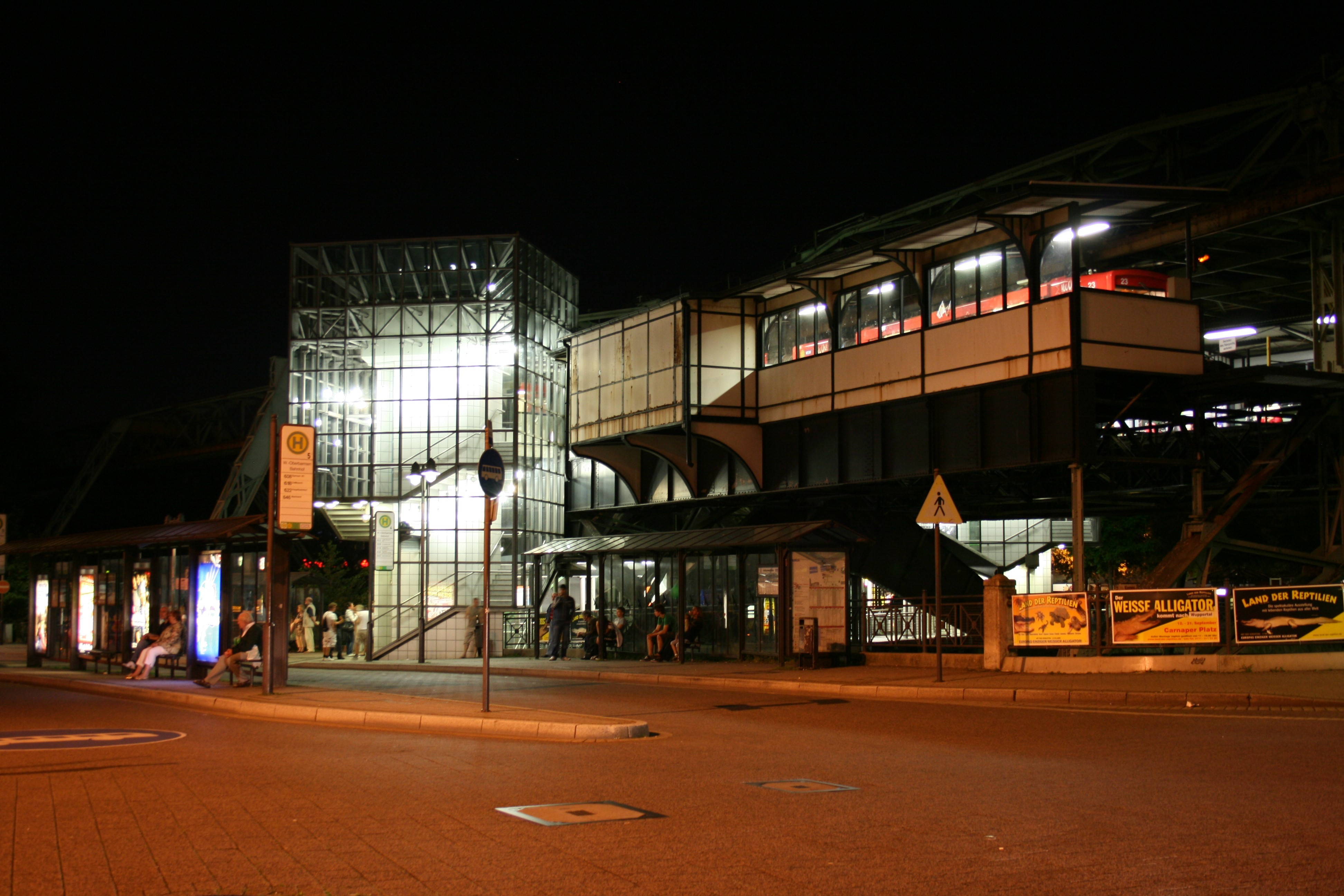
Schwebebahnhof Oberbarmen
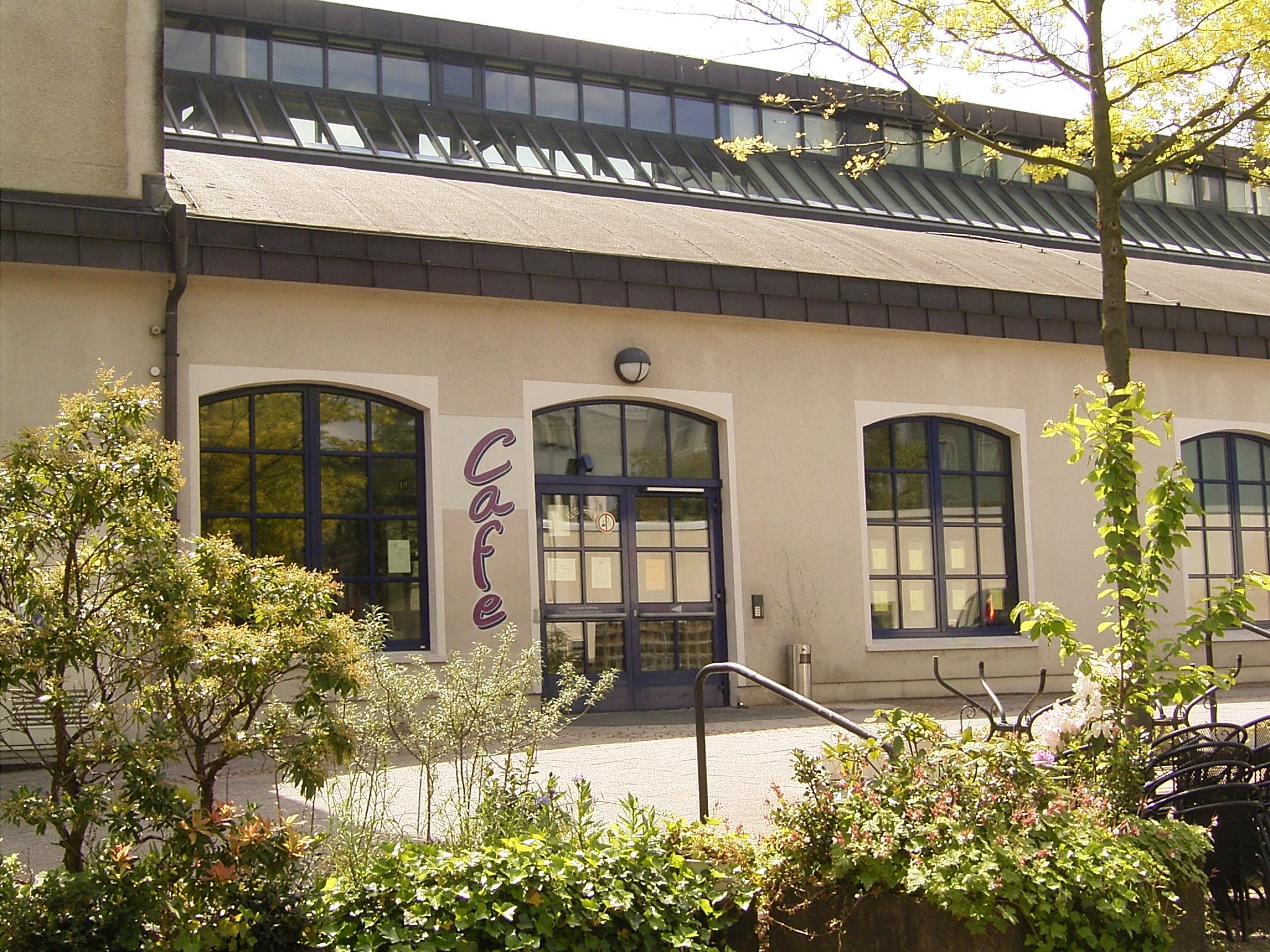
Die Färberei
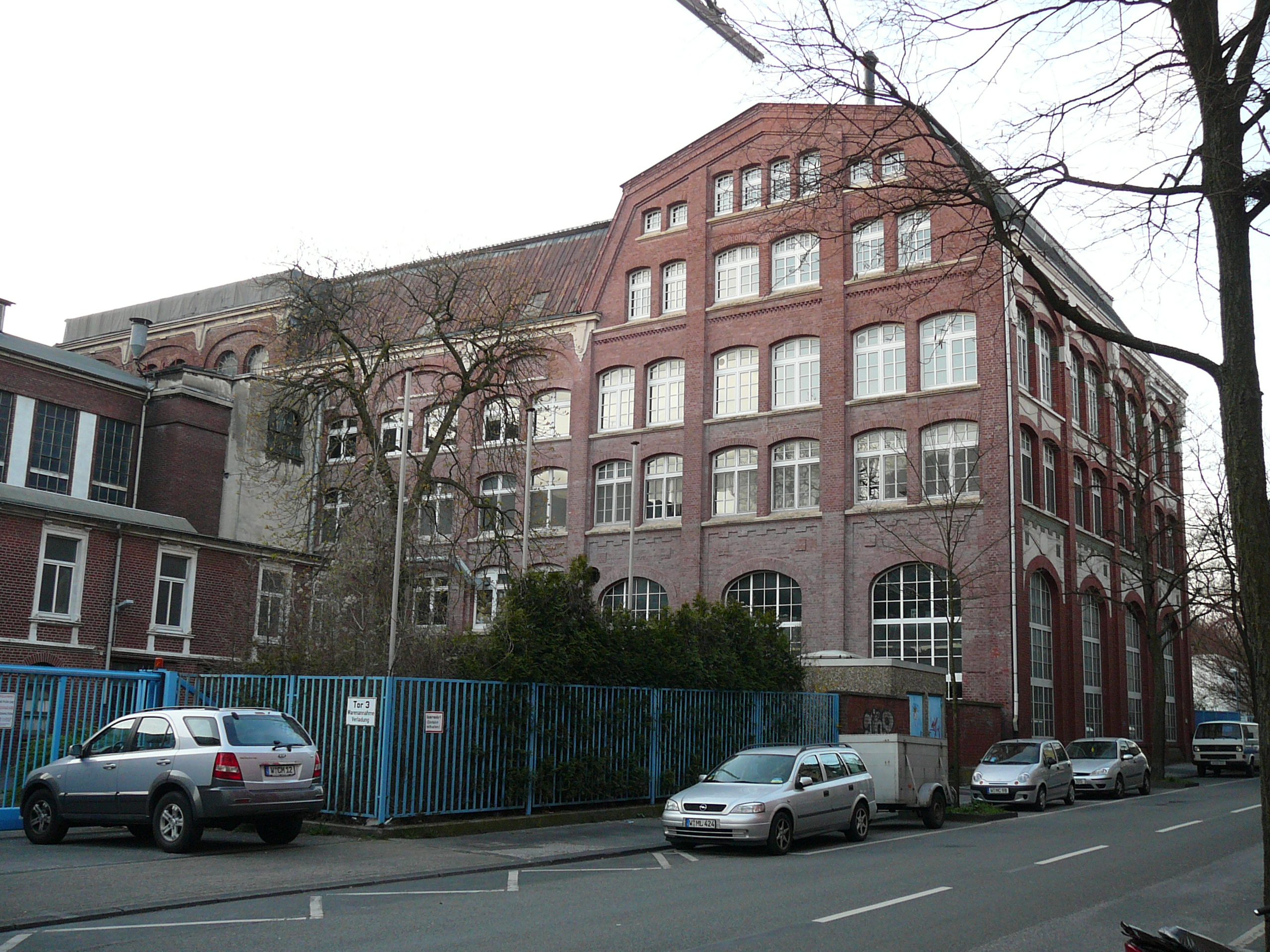
ehem. Seifenfabrik Luhns